# Víctor Nieto Núñez
Víctor Nieto Nuñez (Cartagena, 1916-Cartagena, 28 de noviembre de 2008) fue un empresario, periodista y cineasta colombiano. Fue el director y fundador del Festival Internacional de Cine de Cartagena de Indias.

## Carrera
Víctor Nieto comenzó su carrera como locutor de radio. En 1939 Nieto lanzó un programa de radio regional de noticias llamado Síntesis. Abrió una serie de estaciones de radio desde 1946. En 1949 Nieto abrió la estación Radio Centro Miramar y el teatro Cine Miramar en Cartagena. Lina Paola Rodríguez asumió la gerencia en 2007.
En 1960 fundó el Festival Internacional de Cine de Cartagena, en compañía de un grupo de empresarios y personalidades del mundo cultural de Cartagena, al iniciar una serie de contactos con la Federación Internacional de Asociaciones de Productores Cinematográficos a través de la Embajada de Colombia en París, Francia. Para organizar el Festival de cine, aprovecharía las ventajas históricas, turísticas y naturales que ofrecía la ciudad caribeña, contando desde sus inicios con el apoyo del gobierno de Colombia.
Nieto también trabajó como periodista, escribiendo para varias publicaciones colombianas, entre las que se incluyen El Espectador, El Universal y El Tiempo. Falleció el 28 de noviembre de 2008 tras una caída en el interior de su residencia. Le sobreviven su esposa, Mary Luz Milanes de Nieto, dos hijos, Martín y Gerardo, y varios nietos.